# خوان بيرون

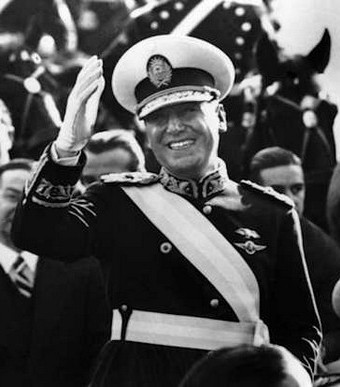
خوان بيرون

خوان دومينغو بيرون (بالإسبانية: Juan Domingo Perón) (8 أكتوبر 1895 - 1974)، كان رئيس جمهورية الأرجنتين لفترتين؛ الأولى في الفترة ما بين عامي 1946 و1955، والثانية بدأت عام 1973 وانتهت بوفاته عام 1974. وقد أنهى انقلاب عسكري فترة رئاسته الأولى عام 1955، مما اضطره إلى ترك الأرجنتين. ولكنه عاد إلى بلاده عام 1973 وانتخب رئيسًا لها حتى وفاته بعدها بعام.
كانت أول مشاركة له في الحكم عقب الإنقلاب الذي حصل في الأرجنتين في يونيو عام 1943، وقد تولى في عهد الرئيس بيدرو راميريز ثلاثة مناصب وزارية. أكسبته برامجه الإصلاحية إبان تقلده منصب وزارة العمل والخدمة الاجتماعية مساندة العمال، كما وجد قوة ودعمًا أيضًا من الجيش. وكان بيرون قد أيد ألمانيا واليابان هو وشركاؤه في بادئ الأمر وذلك خلال الحرب العالمية الثانية، ما دفع لإقصاءه من منصبه الوزاري إثر إعلان الأرجنتين الحرب على هاتين الدولتين في مارس 1945، لكنه عاد وأصبح رئيسًا للأرجنتين عام 1946، بمساندة من زوجته الثانية بإيفا بيرون والتي توفيت عام 1952.

## نشأته
ولد في لوبوس بمقاطعة بيونس آيرس الأرجنتينية في 8 أكتوبر 1895 لماريو وجوانا بيرون. أسرته استوطنت الأرجنتين منذ أجيال قادمة من جزيرة سردينيا التي هجرها جده عام 1830 إلى الأرجنتين، وقد عبّر لاحقاً خلال مسيرته السياسية عن اعتزازه بجذوره السردينية. انتسب إلى الكلية الحربية عام 1913، وكان رياضياً أحرز بطولة الجيش في الملاكمة والتزلج. خدم ملحقاً عسكرياً في أواخر الثلاثينات في إيطاليا، وعايش عن كثب النجاحات التي أحرزتها وقتذاك، كل من الفاشية والنازية، أحبَّ التاريخ والفلسفة والسياسة.

## مسيرته السياسية
بعد عودته إلى البلاد، نجح مع مجموعة من الضباط في الإطاحة بالحكومة الأرجنتينية، لإخفاقها في إيجاد الحلول المناسبة والفعالة للمشكلات المُلحة التي يعانيها الشعب في المجالات الاجتماعية والاقتصادية وتوفير العدالة للجميع، وأسهم إسهاماً بارزاً في تعزيز الحكم العسكري للبلاد، وتوصل عام 1945 إلى منصب نائب الرئيس ووزير الحربية. كان يخطط للظفر بسلطات غير محدودة، معتمداً في ذلك على دعم العمال المُعْدمين وعلى علاقاته العسكرية، إلا أنه جُرد من مناصبه في أوائل أكتوبر عام 1945، إثر الانقلاب الذي قام به عدد من المدنيين والعسكريين.
بعد أقل من شهر على الانقلاب، في 17 أكتوبر 1945، أُخلي سبيله وعاد لممارسة نشاطه السياسي. وخاض الحملة الانتخابية لرئاسة البلاد، وانتخب رئيساً للجمهورية في فبراير 1946، وأعيد انتخابه للمرة الثانية عام 1951، إلا أن عمله على تشديد الرقابة على الصحافة وانتهاك الحقوق المدنية لمواطنيه للحد من نشاط معارضيه، كما والشقاق الذي حدث بينه وبين الكنيسة الرومانية الكاثوليكية عام 1955 بعد أن تحدَّى سلطة الكنيسة، إضافة إلى الأوضاع السياسية والاقتصادية السيئة التي شهدت البلاد تحت حكمه، أدت كلها إلى قيام الأسطول البحري بقيادة الجنرال إدواردو ليوناردي بثورة أطاحت به في يونيو 1955، فغادر بيرون البلاد إلى البارغواي، ثم ما لبث أن اختار إسبانيا موطناً، وأقام ثمانية عشر عاماً في مدريد.
حافظ أتباعه الذين عرفوا بالبيرونيين على هيكلتهم في الأرجنتين، واكتسبوا قوة دافعة في أواخر الستينيات وأوائل السبعينيات من القرن العشرين؛ وهي حقبة اتسمت بتفاقم المشكلات الاقتصادية في البلاد، وقد كان ذلك في صالح بيرون وأتباعه. في مارس 1971، أعادت الحكومة التي تولت السلطة الحريات السياسية، ومنها مزاولة الأحزاب لنشاطاتها، فاستعاد البيرونيون نشاطهم، وسُمح له بالعودة إلى البلاد، وحقق انتصاراً بأغلبية كبيرة في الانتخابات الرئاسية التي جرت في مارس 1973، والتي استقال على أثرها البيروني هيكتور كامبورا ليفسح في المجال أمام أستاذه بيرون للعودة إلى الرئاسة، إذ انتخب في 23 سبتمبر 1973 رئيساً للجمهورية، في حين انتخبت زوجته الثالثة إيزابيل مارتينيز التي تزوجها في منفاه في إسبانيا نائبة للرئيس. إلا أنه لم يمكث في الولاية الرئاسية الثالثة سوى تسعة أشهر، وضع الموت حداً لها، وخلفته زوجته في الحكم.

## روابط خارجية
- خوان بيرون على موقع IMDb (الإنجليزية)
- خوان بيرون على موقع الموسوعة البريطانية (الإنجليزية)
- خوان بيرون على موقع مونزينجر (الألمانية)
- خوان بيرون على موقع إن إن دي بي (الإنجليزية)
- خوان بيرون على موقع ديسكوغز (الإنجليزية)